# August Haake (Maler)

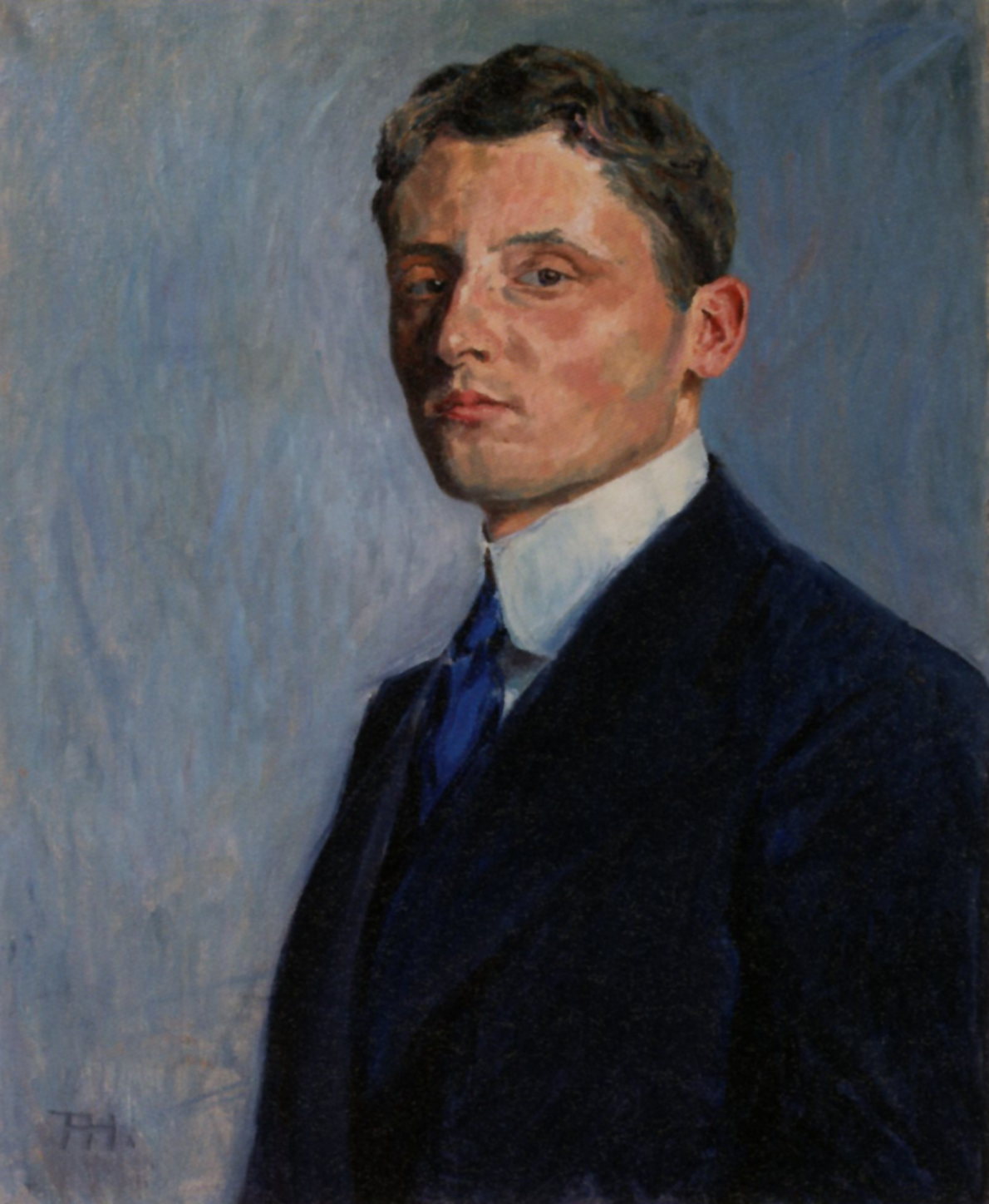
Selbstbildnis von August Haake um 1912.

August Haake (* 7. Dezember 1889 in Bremen; † 2. Januar 1915 ebenda) war ein deutscher Zeichner, Porträtmaler und Landschaftsmaler.

## Leben und Werk

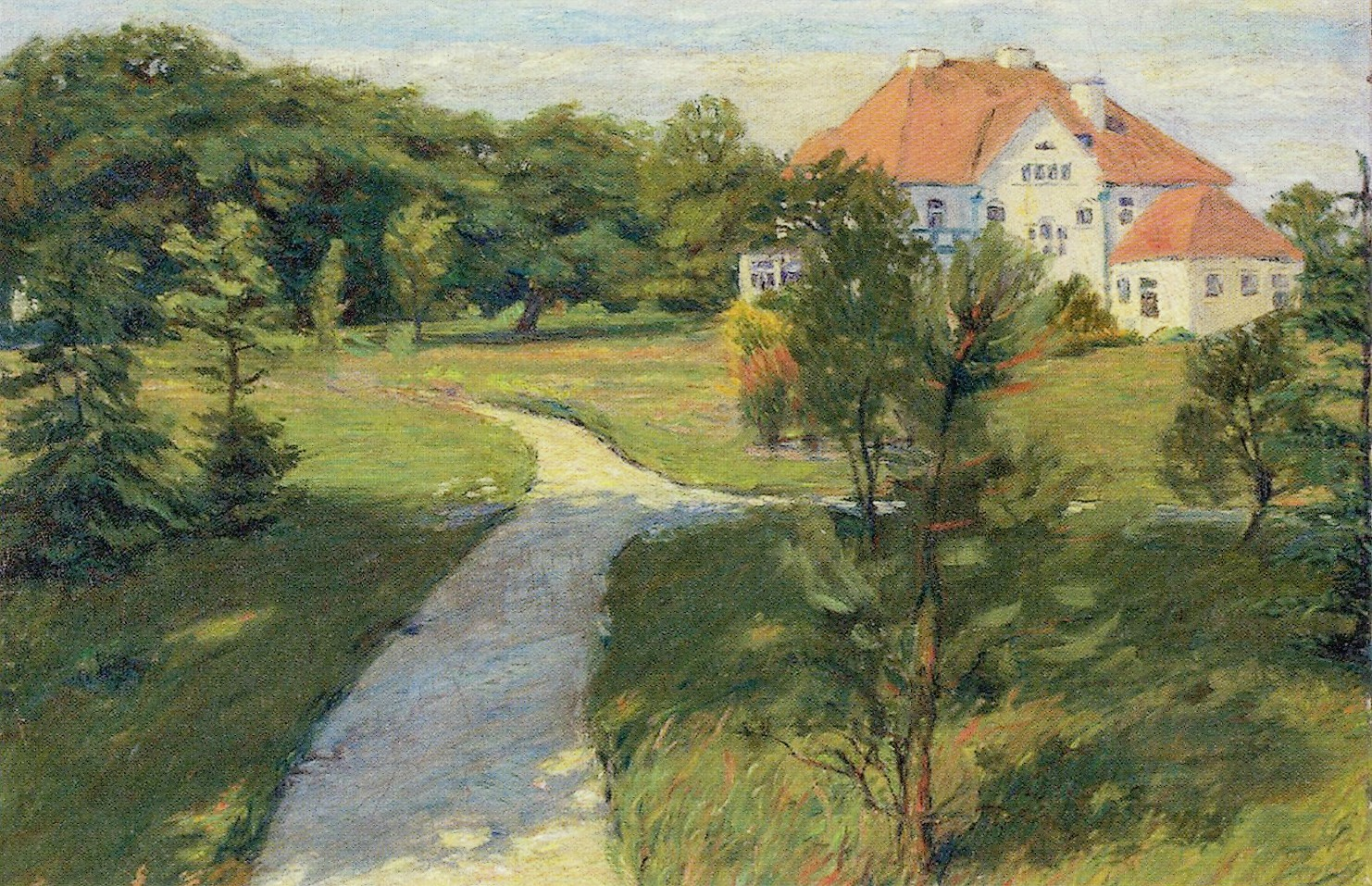
Das Elternhaus „Villa Haake“ des Malers August Haake in Rockwinkel um 1910.

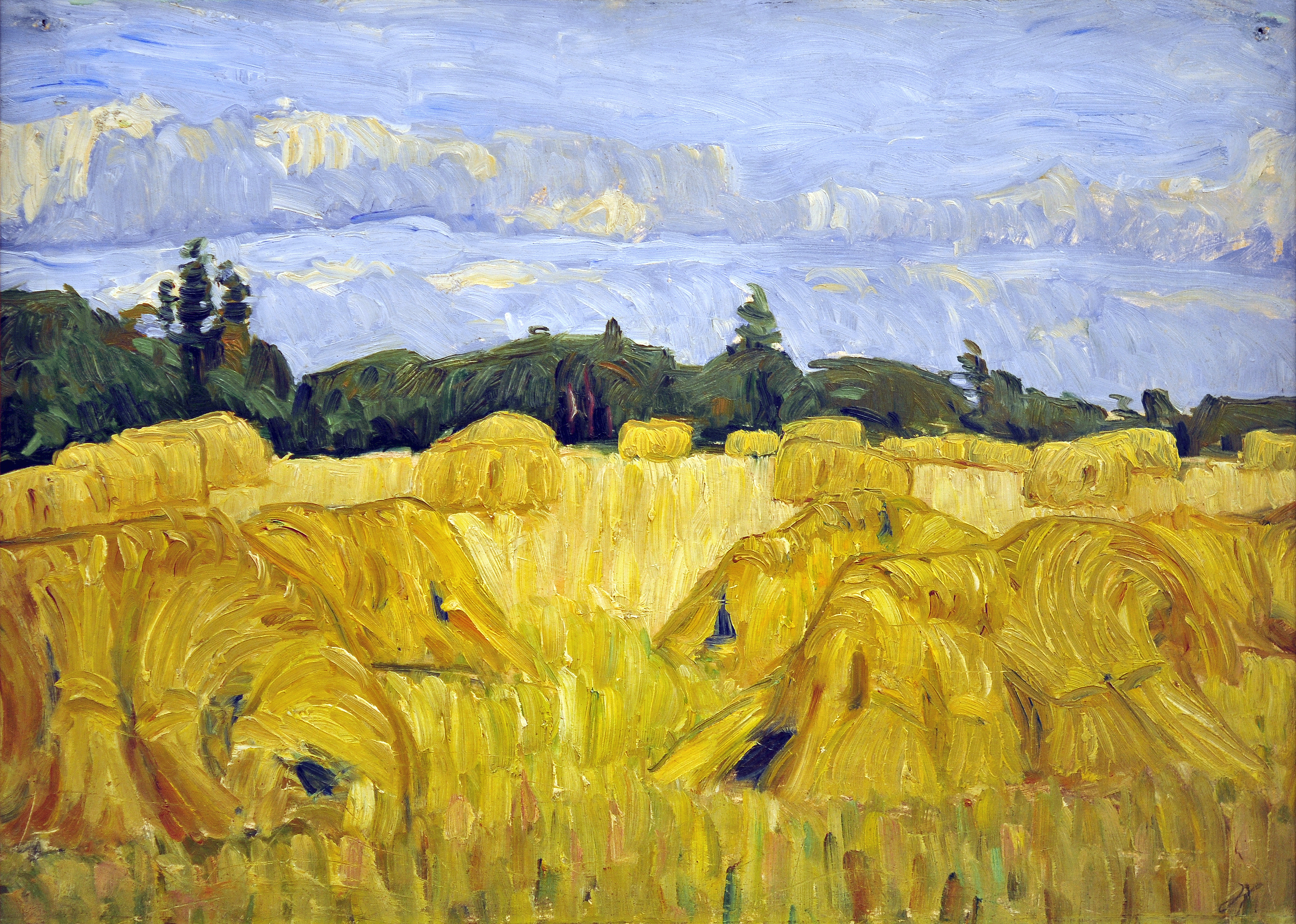
August Haake: „Feld mit Kornhocken“.

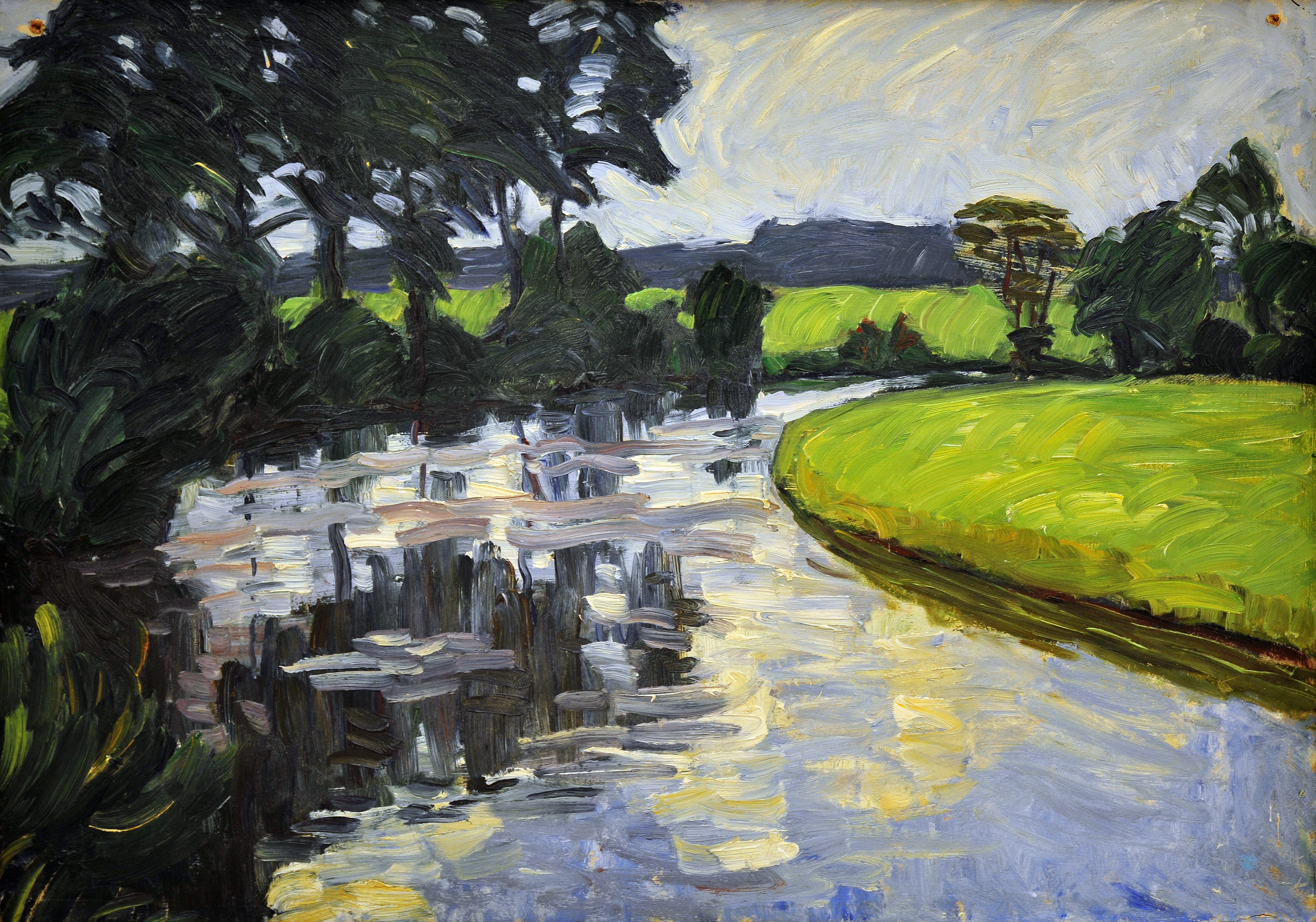
August Haake: „An der Wümme“.

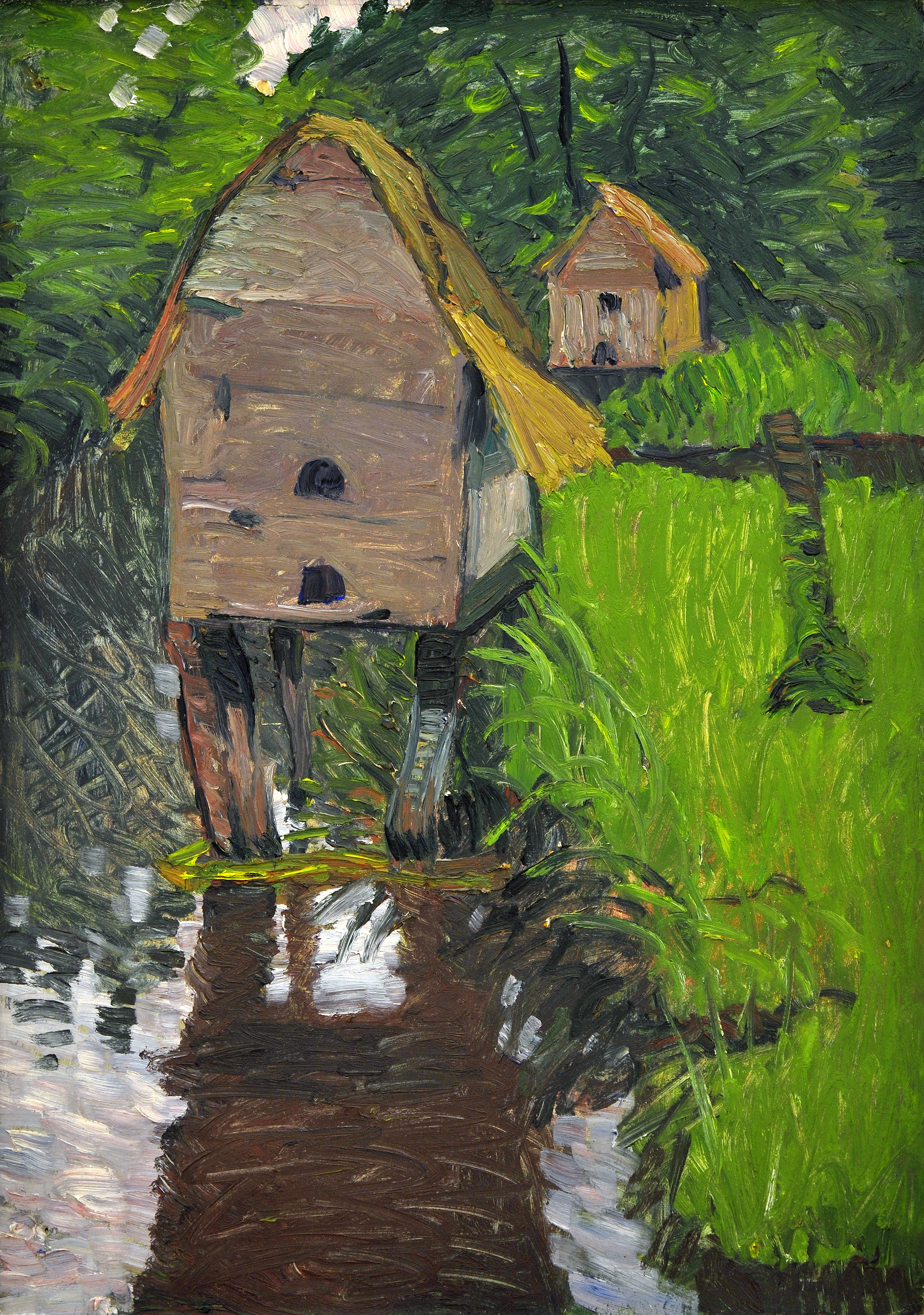
August Haake: „Entenhäuser“. Rechts führt eine Brücke über einen Seitenarm der Wümme.

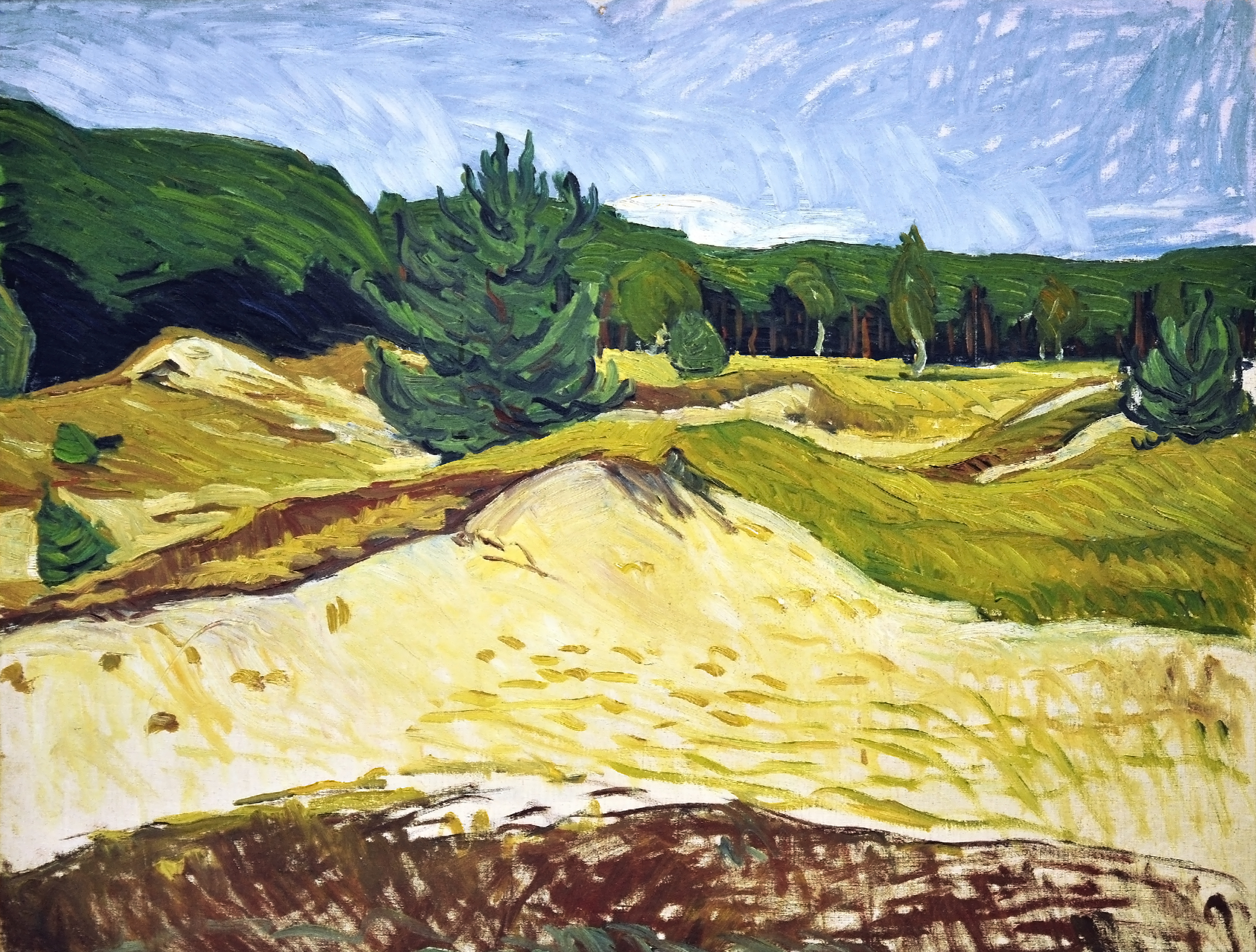
August Haake: „In der Surheide“.

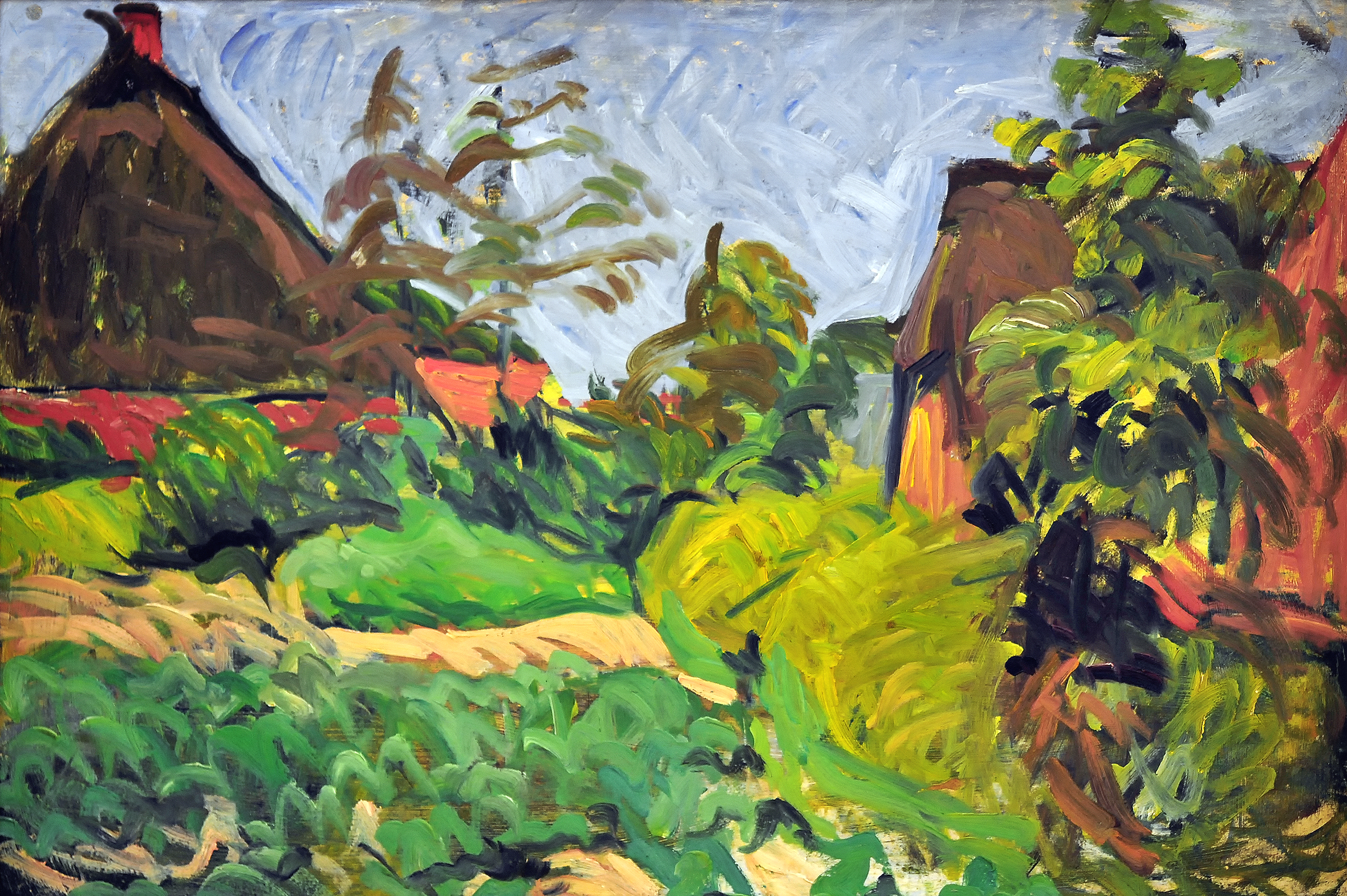
August Haake: „Sommer in Fischerhude“.

### Elternhaus
August Haake wurde am 7. Dezember 1889 als einziges Kind des Kaufmanns Carl H. G. Haake und dessen Ehefrau Anna Haake geb. Ehlers im Elternhaus in Bremen in der Rembertistraße 81 geboren. Der Vater Carl Haake betrieb in der Obernstraße Nr. 1 (später im Neubau Obernstraße Nr. 11) das seit 1849 bestehende Einrichtungshaus Friedrich Haake für Möbel, Tapeten, Stoffe etc. Der vermögende Vater besaß zwei Wohnsitze, den ersten in der Altstadt Bremen, den zweiten ab 1909 in dem Landgut Villa Haake in Rockwinkel in einem riesigen Park mit großem See. In der Nähe von Villa Haake stand auch das Landgut des Onkels Carl Ehlers, wo August Haake seine Großmutter Emilie Ehlers und seine Onkel Carl, Meno, Louis und Justus Ehlers besuchte.

### Kindheit und Jugend
August Haake erlebte im Elternhaus und bei seiner Großmutter eine behütete Kindheit. Seine Gesundheit war labil, besonders problematisch war für ihn seine Sprachbehinderung und Sprechstörung. Das Stottern verstärkte sich bei ihm, wenn er aufgeregt war, bis hin zur völligen Sprachlosigkeit. Er besuchte zunächst die private Vorschule für Knaben von D. Müller und dann das Gymnasium, das ihm  trotz seiner Intelligenz wegen seiner Sprachbehinderung Schwierigkeiten bereitete, so dass er einige Klassen wiederholen musste. 1908 verließ er das Gymnasium nach der 11. Klasse mit dem Berufsziel Kaufmann und belegte anschließend Kurse in Stenographie, Schreibmaschinenschreiben und Buchführung, um diesem vom Vater erhofften Berufsziel näher zu kommen. Als er seine Sprachstörung in einem Spezialinstitut in Breslau behandeln ließ, brachte ihm die Spezialbehandlung keine Besserung der eigenen Beschwerden. Nun wurde seinem Vater klar, dass August nicht für den Kaufmannsberuf geeignet war und dass er in ihm keinen Nachfolger in der eigenen Firma bekommen konnte. Daraufhin unterstützte er seinen Sohn bei dem Berufswunsch, Maler zu werden.

### Berufsausbildung
Der Bremer Kaufmannssohn Walter Bertelsmann, der als freischaffender Landschaftsmaler in Worpswede arbeitete, gab ihm im Jahr 1908 Malunterricht im eigenen Atelier und draußen vor der Natur und wurde zu seinem Berater und Freund. Er riet ihm, den Beruf des Malers zu ergreifen und empfahl ihm, weiter im Freien nach der Natur zu malen. Im Sommersemester 1909 belegte August Haake in der Bremer Kunstgewerbeschule einen Malkurs bei dem Professor Walter Magnussen. Anschließend folgt er dem Vorschlag von Walter Bertelsmann, ein Studium an der Großherzoglich-Sächsische Kunstschule Weimar zu beginnen. Er studierte dort vom Wintersemester 1909/1910 bis zum Jahr 1914 bei Fritz Thedy, Ariel Melchers, Hans Olde, Theodor Hagen und Fritz Mackensen. 1912 wurde er Meisterschüler bei dem Direktor Fritz Mackensen; das Atelier in Weimar teilte er sich mit seinem Studienfreund Fritz Rusche. Während der Semesterferien fuhr er mit seinem Leichtmotorrad nach Worpswede zu Walter Bertelsmann und ab 1911 zum Malen nach Fischerhude, wo er mit seinen Künstlerfreunden Rudolf Franz Hartogh, Helmuth Westhoff und Wilhelm Heinrich Rohmeyer zusammen war. Die Sommer in Worpswede und Fischerhude wurden für August Haake zur fruchtbarsten Zeit seines Lebens. Sein Studienfreund Rudolf Franz Hartogh, den er beim Studium in Weimar kennengelernt hatte, war von Geburt an taub und störte sich deshalb nicht am Stottern von August Haake.

### Die Jungen Wilden von 1911 in Fischerhude
August Haake malte in den Elternhäusern in Bremen und Rockwinkel sowie in den Umgebungen von Weimar, Worpswede und Fischerhude. Er kannte Fischerhude von Tagesbesuchen, aber im Juli 1911 und von Juli bis Oktober 1912 mietete er dort ein Zimmer in der Gastwirtschaft Berkelmann. Er gehörte in Fischerhude zusammen mit Johann Heinrich Bethke (1885–1915), Fritz Cobet (1885–1963), Rudolf Franz Hartogh (1889–1960), Wilhelm Heinrich Rohmeyer (1882–1936), Bertha Schilling (1870–1953) und Helmuth Westhoff (1891–1977) zu den Jungen Wilden von 1911. Sie versammelten sich um Otto Modersohn, der zur Leitfigur für die jungen Künstler geworden war, nachdem er sich im Künstlerstreit für den Ankauf des Bildes „Mohnfeld“ von Vincent van Gogh durch die Kunsthalle Bremen eingesetzt hatte. Die Bilder der Fischerhuder Maler standen seinerzeit in der Tradition der Schule von Barbizon. In seinem künstlerischen Schaffen stand August Haake den Malern Jean-François Millet, Vincent van Gogh, Lovis Corinth und Edvard Munch nahe, aber er entwickelte einen eigenen kraftvollen Malstil und Sicherheit in der Motivwahl. Er malte neben Porträts und Landschaftsgemälden auch dörfliche Motive mit allem, was er in Fischerhude und seiner Umgebung vorfand.

### Tod und Beisetzung
Nachdem August Haake sieben Jahre lang in seinen Gemälden Bleiweiß als Weißpigment verwendet hatte, bemerkte er an sich im Herbst 1914 Symptome einer Bleivergiftung. Vermutlich hatte er die Angewohnheit, die Pinsel vor dem Malen zwischen seinen Lippen zuzuspitzen. Bei einer durch die Bleivergiftung notwendig gewordenen Magenoperation im St.-Joseph-Stift starb er am 2. Januar 1915 im Alter von 25 Jahren und 26 Tagen. Er wurde auf dem Riensberger Friedhof im Bremer Stadtteil Schwachhausen begraben, im Jahr 1916 exhumiert und in Oberneuland auf dem Friedhof der Kirche St.-Johann in der inzwischen fertiggestellten Familiengruft beigesetzt.
August Haake hatte in Weimar die Musikstudentin Hipo Döhrmann kennengelernt. Sie wurde seine letzte Freundin. Er vermittelte ihr unter anderem mit Hilfe des Bremer Concertmeisters Oscar Pfitzner, dessen Tochter er kannte, einen Ausbildungsplatz in Bremen. Den Sommer 1914 über war er mit ihr zusammen, und er stellte sie seinen Eltern vor. Nach seinem Begräbnis auf dem Riensberger Friedhof gab Hipo Döhrmann sich den Eltern von August als seine Verlobte zu erkennen. Sie wurde von Carl und Anna Haake wie ein eigenes Kind aufgenommen. Carl und Anna Haake bauten Hipos Eltern in der Nachbarschaft auf eigenen Grund und Boden ein Haus, damit Hipos Eltern stets in Hipos Nähe sein konnten. Hipo Döhrmann erbte nach dem Tod von Carl und Anna Haake neben Hausrat auch das Haus Haake mit dem umliegenden Park. Sie heiratete und bekam in dieser Ehe einen Sohn, der später das Erbe der Mutter Stück für Stück verprasste und ihre Witwenrente schmälerte.

### Nachlass
Der im Elternhaus aufbewahrte Nachlass von August Haake enthielt über 350 Zeichnungen und Gemälde. Seine Eltern wollten ihm in ihrer Trauer nahe sein und trugen seine künstlerische Hinterlassenschaft in ihrer Villa Haake in Rockwinkel zusammen, um sie dort als sein Vermächtnis zu bewahren. Außer einigen Bildern im Besitz seiner Malerfreunde, die sich später in deren Nachlass befanden und ihnen selbst zugeschrieben wurden, waren Haakes Werke der Öffentlichkeit über viele Jahre nicht zugänglich. Nach dem Tod der Eltern Carl und Anna Haake ging der Nachlass von August Haake mit den Gemälden, Zeichnungen und Briefdokumenten zunächst an den Bruder von Augusts Mutter Carl Ehlers und nach dessen Tod an Augusts Vetter und Base Meno Ehlers und dessen Ehefrau Sibylle Ehlers. Sie verkauften den Nachlass schrittweise und machten ihn damit der Öffentlichkeit zugänglich. Etwa 52 Jahre nach dem Tod von August Haake erwarb Volkert H. U. Koch den wesentlichen Teil des künstlerischen Nachlasses und reproduzierte einen Teil der Werke in seiner im Jahr 2006 veröffentlichten Biographie August Haake 1889–1915. Wenige Werke sind im Besitz des Kunstvereins Fischerhude in Buthmanns Hof e.V, die anderen Werke sind im Privatbesitz.

### Signaturen
Für die Zuschreibung der Werke von August Haake spielt die Provenienz, also die Herkunft der Werke aus dem im Elternhaus aufbewahrten Nachlass, eine entscheidende Rolle, da August Haake seine Werke seit 1907 nur sehr selten signiert hat. Frühere Zeichnungen und Gemälde sind zuweilen mit H oder AH monogrammiert. Auch die Entstehungszeit der Werke lässt sich oft wegen fehlender Datierung nicht bestimmen.
Leider hat der Vater von August Haake es versäumt, das in seinem Haus versammelte Werk des Sohnes durch die Veröffentlichung eines Werkverzeichnisses einzugrenzen und zu sichern. So dürfte die Gefahr bestehen, dass Fälschungen auf den Markt kommen. Deshalb bemüht sich der Sammler Volkert H. U. Koch, ein Werkverzeichnis von August Haake zu erstellen.
Es gibt den Versuch, aus einer Gewohnheit von August Haake Schlüsse auf die Zuschreibung von Gemälden zu ziehen. August Haake besaß ein Leichtmotorrad, mit dem er zu den Landschaftsmotiven fuhr, die er dann an Ort und Stelle malte. Er hatte die Gewohnheit, die bemalten Malpappen an zwei Stellen unter dem oberen Rand zu durchbohren, um einen Bindfaden durch beide Löcher zu ziehen und hinter dem Bild zu verknoten. Vor der Rückfahrt zog er sich den Bindfaden über den Kopf und hängte sich das frisch bemalte und noch feuchte Gemälde auf den Rücken, um es unversehrt nach Hause zu bringen. Die zwei Bohrlöcher werden unter dem Namen Haake-Signatur behelfsweise als Signatur-Ersatz von August Haake gewertet. Sie verhalfen bereits dazu, das unsignierte Bild Entenhäuser in der Wümme, das sich im Nachlass seines Künstlerfreundes Wilhelm Heinrich Rohmeyer befand, August Haake zuzuschreiben. Allerdings lässt sich nicht ausschließen, dass seine Künstlerfreunde sich seine Gewohnheit zu eigen machten.

### Posthume Würdigungen seiner Werke
Volkert H. U. Koch:
- "August Haake erweist sich in seinen Gemälden und Zeichnungen zwar als ein hervorragender Porträtist, doch seine eigentliche Begabung und sein künstlerischer Schwerpunkt sollte in der Landschaft liegen. So sieht er sich auch selbst, wie er in seinen Briefen wiederholt betont. Stets ist er beseelt von 'seiner' norddeutschen Landschaft, und er fühlt sich in den 'Künstlerkolonien' wie Worpswede und Fischerhude glücklich. Beide Orte stehen ja bekanntlich für die zahlreichen Malerkolonien im In- und Ausland, die durch Barbizon inspiriert wurden. Dabei entwickelt August Haake einen ausdrucksvollen Malstil, der auf Anhieb nicht zu seinem mangelnden Selbstbewusstsein passt. Doch sind es gerade die Einschränkungen, die er immer wieder durch sein Sprachproblem, das Stottern, erfährt, die möglicherweise zu seinem ihm eigenen, ungestümen Pinselduktus in den Jahren ab 1910/11 führen. Die Kunst wird bei ihm, dem Sprachbehinderten, zum intensiven Ausdrucksmittel seiner Person – darin liegt die Parallele zu seinem gleichaltrigen Freund und Kollegen Rudolf Franz Hartogh. War es August Haake auch nicht vergönnt, seine künstlerische Entwicklung weiter voranzutreiben, so hat er uns doch ein reiches und in sich reifes Werk hinterlassen – gemessen an der kurzen Zeit seiner Entstehung."[10]

Nora Schwabe:
- "Haakes Werk ist bestimmt von der Bindung an Bremen, Worpswede und Fischerhude. In der Sehnsucht nach Ursprünglichkeit, nach Orten fernab des technischen Fortschrittes und der Industrialisierung findet er, wie auch die Künstler der ersten Worpsweder Generation, in der kargen, norddeutschen Landschaft das, wonach er sucht. Vorbilder haben er und die anderen jungen Künstler um Otto Modersohn in der Schule von Barbizon. Es ist die inhaltlich-künstlerische Rückbesinnung auf Jean-François Millet und Vincent van Gogh, die in der Zurückgezogenheit Fischerhudes noch möglich ist. Ab 1911, durch den Kontakt zu Modersohn, entwickelt Haake einen eigenen, bemerkenswert kraftvollen Malstil und die Sicherheit in der Motivwahl. Der Pinselduktus ist locker und breit, in Anlehnung an die Worpsweder Maler und Hartogh, was aber in seiner Kühnheit und der malerischen Behandlung von Licht und Schatten stark das Vorbild von Corinth und van Gogh widerspiegelt."[11]

## Beteiligung an Ausstellungen
- 1910 Weimar: Ausstellung der Großherzoglich-Sächsischen Kunstschule Weimar
- 1912–1914 Hamburg, Galerie Commeter: Ausstellung der Vereinigung Nordwestdeutscher Künstler
- 1912 Weimar, Schloss Tiefurt: Ausstellung der Großherzoglich-Sächsischen Kunstschule Weimar
- 1913 Bremen: Kunsthalle Bremen: Bremische Kunstausstellung 1913
- 1914 Bremen: Kunsthalle Bremen: Internationale Ausstellung Bremen 1914
- 1914 Bremen, Kunsthalle Bremen: Bremische Kunstausstellung 1914
- 1967 Bremen, Böttcherstraße: Verkaufsausstellung der Werke von August Haake
- 1989–1990 Fischerhude, Fischerhuder Kunstkreis e. V. in der Fischerhuder Galerie: Rudolf Franz Hartogh und August Haake – eine Fischerhuder Künstlerfreundschaft.
- 2006 Fischerhude, Kunstverein Fischerhude in Buthmanns Hof e. V.: Retrospektive
- 2011 Fischerhude, Kunstverein Fischerhude in Buthmanns Hof e. V.: Die Jungen Wilden von 1911[12]